# 何鐘 (成化進士)
何鐘（1434年—1493年），字廷宣，湖廣永州府道州人，民籍，治《詩經》。

## 生平
六月二十一日生，行二，由國子生中式湖廣鄉試第三十八名舉人，會試中式第一百八十八名。年三十九歲中式成化八年壬辰科第三甲第三十三名進士。

## 家族
曾祖何曇；祖何宗玉；父何應；母鄧氏。具慶下，妻許氏，兄鐸（知州），弟鏞（巡檢）；銘；銳。